# Guatopia clorofilica
Genre
Espèce
Guatopia clorofilica, unique représentant du genre Guatopia, est une espèce d'opilions laniatores de la famille des Cosmetidae.

## Distribution
Cette espèce est endémique de l'État de Miranda au Venezuela. Elle se rencontre vers Acevedo et Zamora.

## Description
Le mâle holotype mesure 3,96 mm et la femelle paratype 4,50 mm.

## Publication originale
- González-Sponga, 1992 : « Aracnidos de Venezuela. Opiliones Laniatores II. Familia Cosmetidae. » Boletin de la Academia de Ciencias Fisicas, Matematicas y Naturales, vol. 26, p. 1–432.